# Jóannes Eidesgaard
Jóannes Dan Eidesgaard, né le 19 avril 1951 à Tvøroyri, dans l'île de Suðuroy, est un homme politique danois des îles Féroé, membre du Parti social-démocrate. Il est Premier ministre de 2004 à 2008.

## Biographie
Membre du Parti social-démocrate, il est Premier ministre du 3 février 2004 au 26 septembre 2008, date à laquelle lui succède Kaj Leo Johannesen. Il est ministre des finances dans le cabinet de son successeur jusqu'au 21 février 2011, quand il se retire de la vie politique pour raisons de santé.